# 1499
1499 (MCDXCIX) a fost un an comun al calendarului iulian, care a început într-o zi de marți.

## Evenimente
- Tratatul moldo-polon. Acord care consemnează independența Moldovei, recunoscută și de regele Ungariei.

## Arte, științe, literatură și filozofie
- Luca Signorelli pictează frescele din Capela San Brizio nel Duomno di Orvieto.

## Nașteri
- 14 octombrie: Claude a Franței, soția lui Francisc I al Franței (d. 1524)

## Decese
- 1 octombrie: Marsilio Ficino filosof italian (n. 1433)
- 23 noiembrie: Perkin Warbeck  (n. 1474)
- 25 decembrie: Ștefan Zápolya  (n. ?)